# Valldemossa

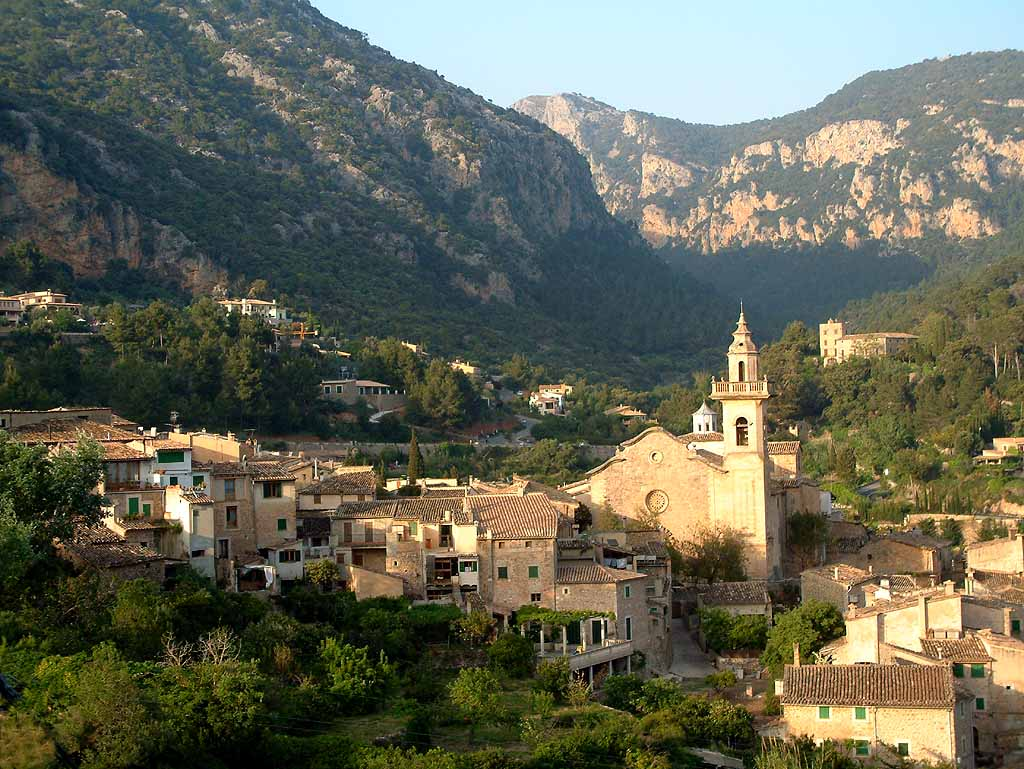
Vedere panoramică a comunei Valldemossa

Valldemossa (în catalană) sau Valdemosa (în spaniolă) este o comună cu 1977 locuitori (în 2008) din insula Mallorca, care face parte din comunitatea autonomǎ spaniolǎ a Insulelor Baleare.
Valldemossa este faimoasǎ pentru mănăstirea construitǎ la începutul secolului al XIV-lea, când misticul și filozoful Ramon Llull a trăit pe insulă.
În 1830, guvernul spaniol a confiscat mânǎstiri, precum și clădiri istorice, care au fost vândute unor proprietari privați, în care au fost găzduiți unii invitați celebrii. Printre aceștia și compozitorul polonez Frédéric Chopin și scriitoarea franceză George Sand (care a scris O iarnă în Mallorca, în care descrie vizita lor din 1838-1839), ȋmpreună cu cei 2 copii ai ei (Maurice și Solange).
Mai târziu, poetul nicaraguan Ruben Dario a fost gazda familiei Sureda y Montaner. De asemenea, scriitorul argentinian Jorge Luis Borges a locuit în această localitate. 
Din secolul al XIX-lea Valldemossa a fost promovată pe plan internațional datorită unui pasionat călător și scriitor, arhiducele austriac Ludwig Salvator.

## Galerie de imagini

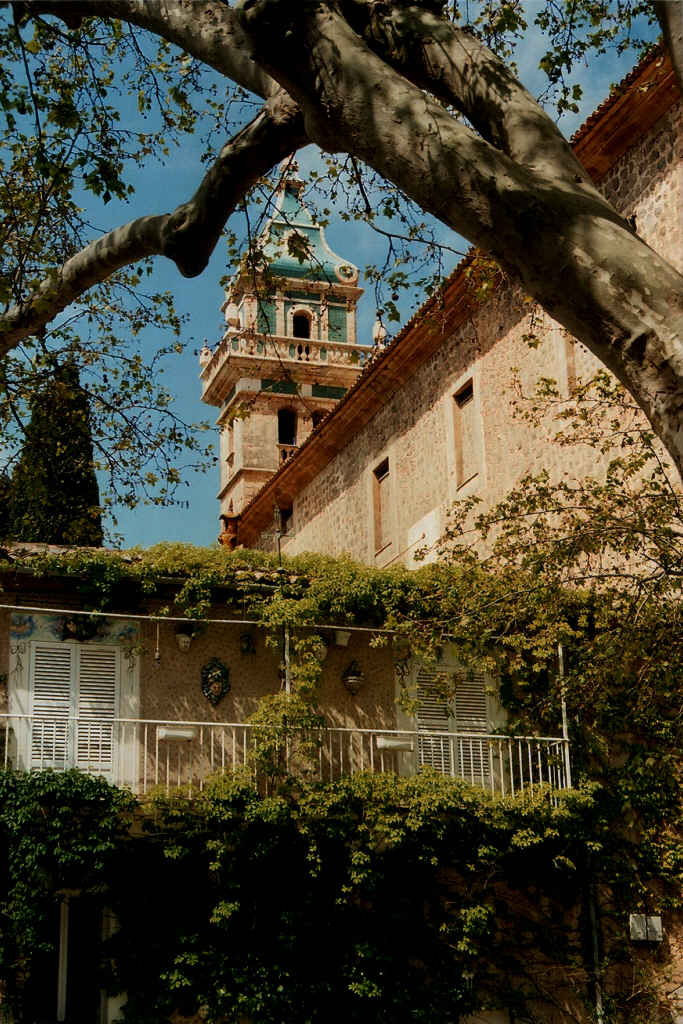
Valldemosa
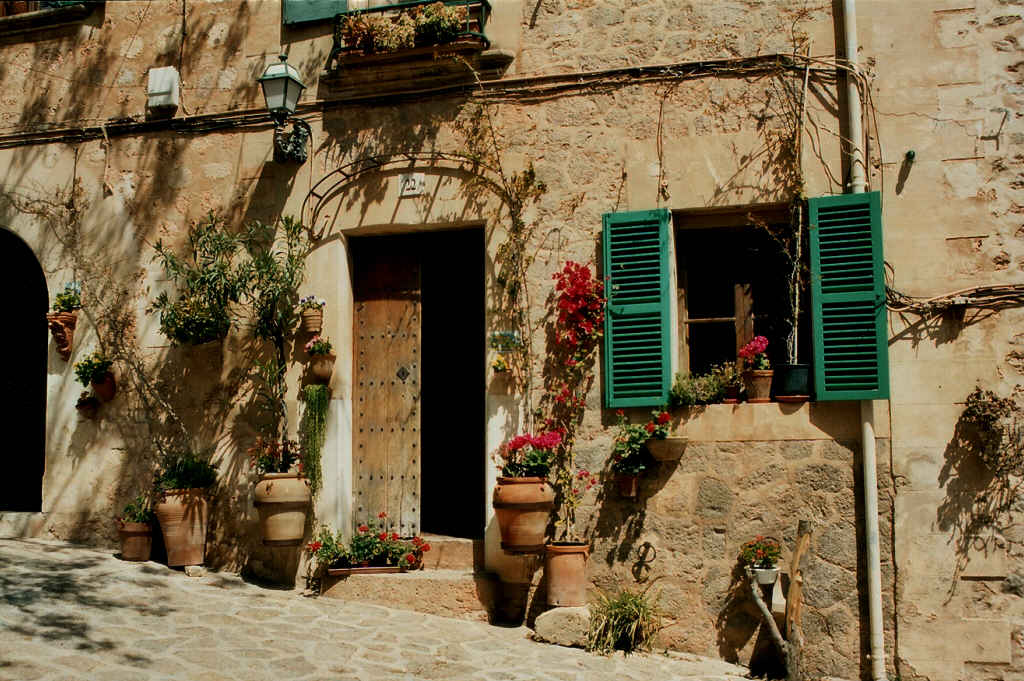
Valldemosa
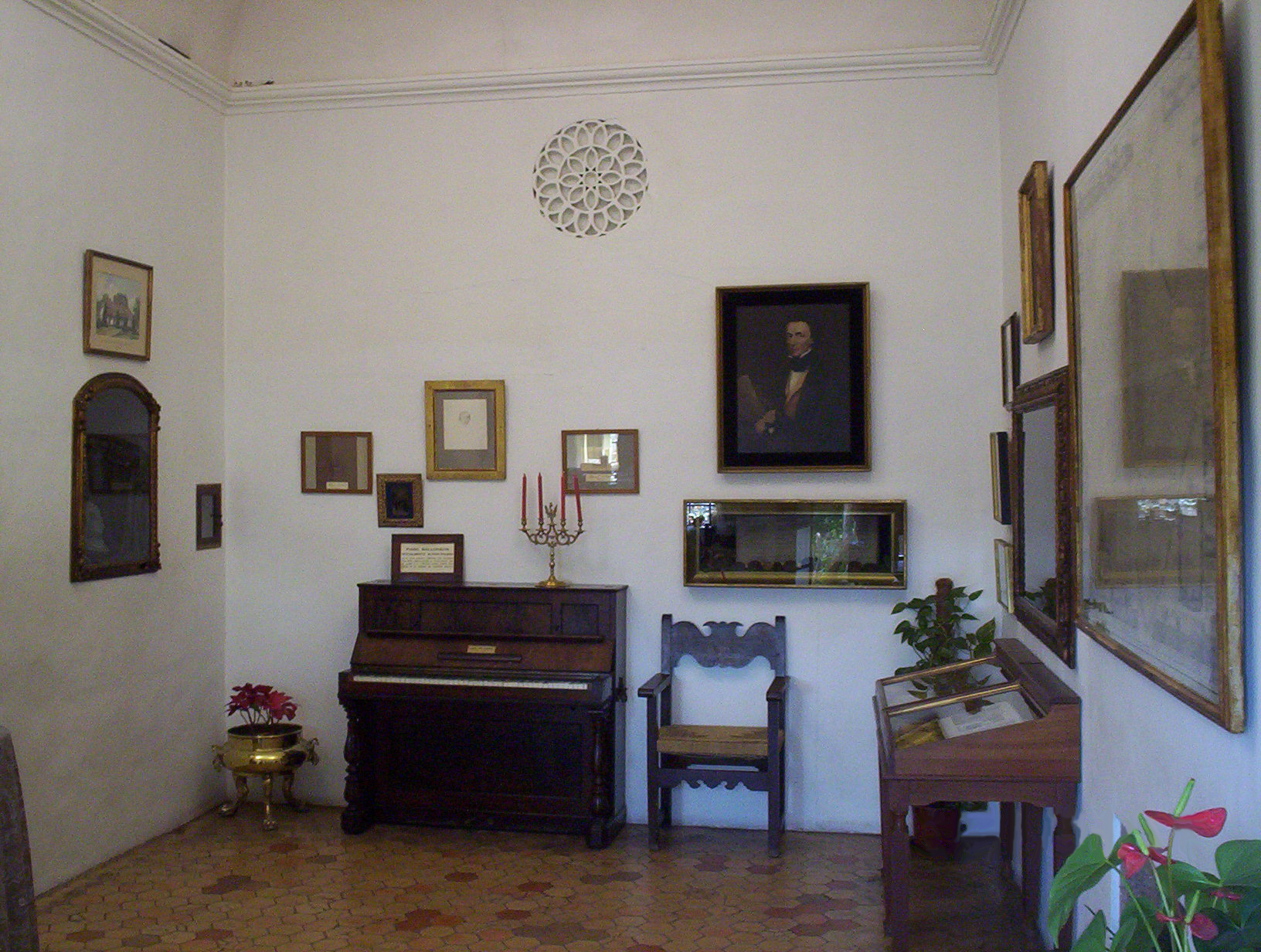
Valldemosa (pianina lui Chopin din mănǎstire)